# عيسى وليد (لاعب كرة قدم كويتي)
عيسى وليد، لاعب كرة قدم كويتي، يلعب الآن مع نادي العربي الكويتي كلاعب دفاع، شارك في كأس الأمير 52 مع نادي العربي.